# Tunku Shazuddin Ariff
Dato' Seri Diraja Tunku Shaz ud-din Ariff bin Sultan Alhaj Mahmud Salleh ud-din (Alor Setar, 27 aprile 1970) è un principe e imprenditore malese, Tunku Laksamana di Kedah dal 2017.

## Biografia
Tunku Shazuddin Ariff è nato ad Alor Setar il 27 aprile 1970 ed è il secondo figlio del sultano Sallehuddin di Kedah e di Tengku Maliha binti Tengku Ariff.
Ha frequentato la Sri Petaling Primary School dal 1977 al 1982 e la Sekolah Menengah Bukit Bintang dal 1982 al 1987. Ha studiato al KDU University College dal 1989 al 1990 e quindi design e marketing alla Kansas Wesleyan University di Salina dal 1990 al 1994.
Terminati gli studi ha lavorato in diverse compagnie a Los Angeles. Tornato in patria ha iniziato la sua carriera alla Johan Design Associates per cinque anni. È stato incaricato di gestire vari progetti per diverse aziende leader come Petronas, Malaysia Airlines, RHB Bank, Northport e vari ministeri malesi. Ha continuato la sua carriera nello stesso settore con altre aziende leader come Hewlett-Packard, Data One e Keppel Group di Singapore fino al 2001. Nel 2002 si è avventurato nel settore del design, fondando Rethink Sdn Bhd che ha esperienza nel campo del Branding & Graphic Design e Syarikat Reka 3 Sdn Bhd che ha esperienza nell'interior design. Allo stesso tempo, è stato anche amministratore delegato di Seri Libana Sdn Bhd.
Nel pomeriggio del 26 novembre 2017 presso l'Istana Anak Bukit di Alor Setar il padre, da poco asceso al trono, lo nominato e investito del titolo di Tunku Laksamana.
È celibe e non ha figli.